# Tác dụng bất lợi

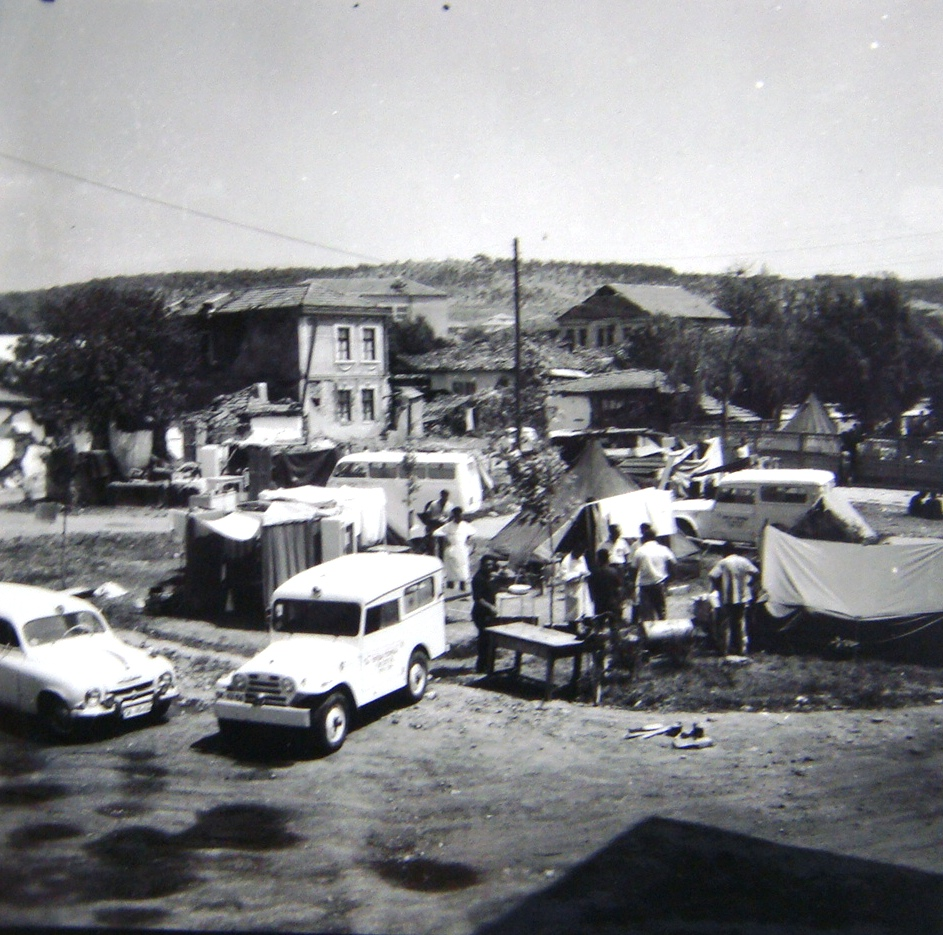
Động đất có thể là một trong những nguyên nhân gây ra sự việc bất ngờ, không mong muốn

Một tác dụng bất lợi là tác dụng có hại không mong muốn do thuốc hoặc can thiệp khác như phẫu thuật. Một tác dụng bất lợi có thể được gọi là " tác dụng phụ ", khi được đánh giá là thứ yếu so với tác dụng chính hoặc tác dụng trị liệu. Nếu kết quả từ một liều lượng hoặc thủ tục không phù hợp hoặc không chính xác, đây được gọi là lỗi y tế và không phải là biến chứng. Tác dụng phụ đôi khi được gọi là " iatrogenic " bởi vì chúng được bác sĩ hoặc điều trị tạo ra. Một số tác dụng bất lợi chỉ xảy ra khi bắt đầu, tăng cường hoặc ngừng điều trị.
Sử dụng thuốc hoặc can thiệp y tế khác chống chỉ định có thể làm tăng nguy cơ tác dụng bất lợi. Tác dụng phụ có thể gây ra các biến chứng của bệnh hoặc thủ thuật và ảnh hưởng tiêu cực đến tiên lượng của nó. Chúng cũng có thể dẫn đến việc không tuân thủ chế độ điều trị. Tác dụng bất lợi của điều trị y tế đã dẫn đến 142.000 ca tử vong trong năm 2013 so với 94.000 ca tử vong vào năm 1990 trên toàn cầu.
Kết quả có hại thường được biểu thị bằng một số kết quả như tỷ lệ mắc bệnh, tỷ lệ tử vong, thay đổi trọng lượng cơ thể, mức độ enzyme, mất chức năng hoặc là một thay đổi bệnh lý được phát hiện ở cấp độ vi mô, vĩ mô hoặc sinh lý. Nó cũng có thể được chỉ ra bằng các triệu chứng được báo cáo bởi một bệnh nhân. Các tác động bất lợi có thể gây ra thay đổi có thể đảo ngược hoặc không thể đảo ngược, bao gồm tăng hoặc giảm mức độ nhạy cảm của cá nhân đối với các hóa chất, thực phẩm hoặc quy trình khác, chẳng hạn như tương tác thuốc.